# インド・パキスタン関係
インドとパキスタンの関係は、多数の歴史的・政治的事件により、複雑で全体として敵対的な関係である。両国の関係をまず決めたのは1947年の強引なインド・パキスタン分離独立であり、それによってカシミール紛争が始まったほか、両国間では印パ戦争など何度もの紛争が起き、その結果両国の関係は敵意と疑念に包まれている。北インドとパキスタンは、人口構成や共通言語（主にパンジャーブ語とヒンドゥスターニー語）において多少重なる部分がある。

## 概要
1947年にイギリス領インド帝国が解消すると、二つの新しい主権国家（インド連邦とパキスタン）が建国された。旧イギリス領インド帝国のその後の分裂によって、最大1250万人が故郷を離れざるを得なくなり、推定数十万から100万人まで死者を出した。人口で多数派を占めるムスリムと大きな少数派のヒンズー教徒のいるパキスタンが後にイスラム共和国になった（ただし憲法はいかなる宗教にも信教の自由を保証している）一方で、インドは人口で多数派を占めるヒンズー教徒と大きな少数派のムスリムのいる世俗国家としてまとまった。パキスタンは後に、移民の流出と、バングラデシュ独立戦争による東パキスタン分離独立によって、少数派ヒンズー教徒のほとんどを失った。
独立して間もなくインドとパキスタンは公式の外交関係を樹立したが、乱暴な分離と数多くの領土問題は、両国の関係に暗い影を投げかけることになる。独立以降の両国は3つの大きな戦争や一つの宣戦布告なき戦争のほか、無数の小競り合いや軍事的対立を経験している。これら紛争の中心となったのはカシミール紛争であるが、例外として第三次印パ戦争や、東パキスタン（今のバングラデシュ）の分離につながったバングラデシュ独立戦争もあった。
関係改善の試みは数多く行われている（有名なところではシムラー協定やアグラサミット、ラホール宣言がある）。1980年代前半以降両国関係はシアチェン紛争や1989年のカシミール暴動の激化、1998年のインドとパキスタンの核実験、1999年のカルギル戦争によって特に険悪になった。一部の信頼構築手段は（2003年の停戦合意やデリー・ラホール間バスのように）事態の沈静化に成功した。しかしこういった努力は断続的なテロ攻撃によって妨害されている。2001年のインド議会攻撃では両国はほとんど核戦争の瀬戸際まで行った。また民間人68人（ほとんどはパキスタン人）が死亡した2007年のサムジャウタ急行爆破も両国関係における大きな転回点であった。パキスタンの武装勢力によるムンバイ同時多発テロは当時進行中のインド・パキスタン和平会談に対して深刻な打撃となった。
両国の新政権選挙が済んでからの僅かな雪解け期間が終わると、両国の対話はまたも2016年のプサコット襲撃事件によって行き詰まった。2016年9月、インドが管轄するカシミールでのインド軍基地に対するテロ攻撃ではインド陸軍兵士19名が死亡し、これは近年において最悪の被害者数である。インド側は、襲撃はパキスタンが支援するジハーディスト集団が起こしたものと主張したが、パキスタン側はこれを否定し、襲撃はインド治安部隊による過度の力の行使が原因となった地域の騒乱に対する現地の反応だったとしている。この襲撃は管理ライン (Line of Control) をはさんでの軍事衝突を引き起こし、停戦協定違反とさらなるインド治安部隊に対する武装勢力の襲撃が増大した。2016年以来、絶え間ない衝突、継続的なテロ攻撃、両国での民族主義的発言の増大によって両国関係は崩壊し、関係修復の可能性がほとんど見えていない。特に2019年プルワマ襲撃事件の後でインド政府は1996年にパキスタンに保証したパキスタンの最恵国待遇を廃止した。インドも主にパキスタン製のアパレル製品とセメントの貿易に対する関税率を200％に引き上げた。
2010年代前半のインドとパキスタン両国の新政権の選挙以降、関係改善の試みもいくつかあった。特に互いに貿易を自由化する互恵原則に基づく無差別市場参加（NDMARB）の合意に向けてのコンセンサスの発展がそうである 。インドとパキスタン両国は、南アジア地域協力連合と南アジア自由貿易地域に加盟している。パキスタンは大人数を集める毎年のインド国際見本市にずっとパビリオンを出展してきた。しかし両国関係の悪化によって、パキスタンの貿易会社は出展を拒否されるようになった。
2015年11月、新しいインドの首相ナレンドラ・モディとパキスタンの首相ナワーズ・シャリーフは、両国の交渉再開に合意し、翌月モディ首相は、インドへの帰途にパキスタンを短期間予定外で訪問し、2004年以来パキスタンを訪れた最初のインド首相となった。こういった努力にもかかわらず、両国関係は国境を越えて繰り返されるテロリズム活動のせいで依然として冷たいものになっている。2017年のBBCワールドサービスの世論調査によると、インド人のうちパキスタンの影響を肯定的に見ているのは5%のみで85％は否定的であり、一方でパキスタン人のうちインドの影響を肯定的に見ているのは11％、否定的に見ているのは62％であった。
2019年8月、ジャンムー・カシミール連邦直轄領の特別な地位を廃止するインドの国会でのジャンムー・カシミール連邦直轄領再編成法改正を受けて 両国間にさらに緊張が高まった。パキスタンは外交関係を格下げし、領空を封鎖し、インドとの二国間貿易を中断した。
2025年4月、インドのジャンムー・カシミール連邦直轄領でイスラム過激派、ラシュカレ・タイバが観光客を襲撃した。少なくとも26人が死亡、17人が負傷した。これにより、同年5月、インドとパキスタンの間で軍事衝突が起きたが、アメリカのトランプ大統領の仲介で軍事衝突は即時停戦で合意した。

## 両国の比較
| 正式国名                                | インド共和国                                                                                  | パキスタン・イスラム共和国 |
| --------------------------------------- | --------------------------------------------------------------------------------------------- | --- |
| 国旗                                    | インドの旗                                                                                    | パキスタンの旗 |
| 国章                                    |                                                                                               | |
| 人口                                    | 14億2862万7663人（2023年推計値） — 1st                                                        | 2億3350万636人（2020年推計値） — 5th                                                                                            |
| 面積                                    | 328万7263km2（126万9219mi2） — 第7位                                                          | 88万1913km2（34万509mi2） — 第33位                                                                                              |
| 人口密度                                | 406人/km2（1052人/mi2）                                                                       | 287人/km2（742人/mi2） |
| 首都                                    | ニューデリー                                                                                  | イスラマバード |
| 最大都市                                | ムンバイ（2074万8395人）                                                                      | カラチ（1609万3786人） |
| 政治形態                                | 連邦議会制共和国                                                                              | 連邦議会制共和国 |
| 最初の指導者                            | ジャワハルラール・ネルー                                                                      | ムハンマド・アリー・ジンナー |
| 現在の指導者                            | ナレンドラ・モディ首相 ドラウパディ・ムルム大統領                                             | シャバーズ・シャリフ首相 アースィフ・アリー・ザルダーリー大統領                                                                 |
| 与党                                    | インド人民党                                                                                  | パキスタン・ムスリム連盟ナワーズ・シャリーフ派                                                                                  |
| 公用語                                  | 英語、ヒンディー語                                                                            | 英語、ウルドゥー語 |
| 主な宗教                                | ヒンドゥー教（80%） イスラム教（14%） キリスト教（2%） シク教（2%） その他（1%）              | イスラム教（96%） ヒンドゥー教（2%） キリスト教（2%） その他（1%）                                                              |
| 民族構成                                | インド・アーリア人（72%） ドラヴィダ人（25%） モンゴロイド（3%） その他：インドの人口統計参照 | パンジャーブ人（45%） パシュトゥーン人（15%） シンド人（14%） サライキ人（8%） ムハジール人（8%） バローチ人（4%） その他（6%） |
| 人間開発指数（HDI）                     | 0.647 (中間) — 第129位                                                                        | 0.562 (中間) — 第150位 |
| 国内総生産（GDP） —名目                 | 2兆7000億米ドル（2018年） — 第7位                                                             | 3146億米ドル（2018年） — 第40位                                                                                                 |
| 国内総生産（GDP） — 購買力平価説（PPP） | 12兆4000億米ドル（2020年推計値） — 第3位                                                      | 1兆2000億米ドル（2020年推計値） — 第23位                                                                                        |
| 軍事費                                  | 711億米ドル — 第3位                                                                           | 114億米ドル — 第35位 |
| 軍事力指数 — 世界軍事力指数             | 0.1184 — 第4位 • 核兵器保有宣言国                                                             | 0.2513 — 第12位 • 核兵器保有宣言国                                                                                              |

## 独立時に生まれた紛争の種

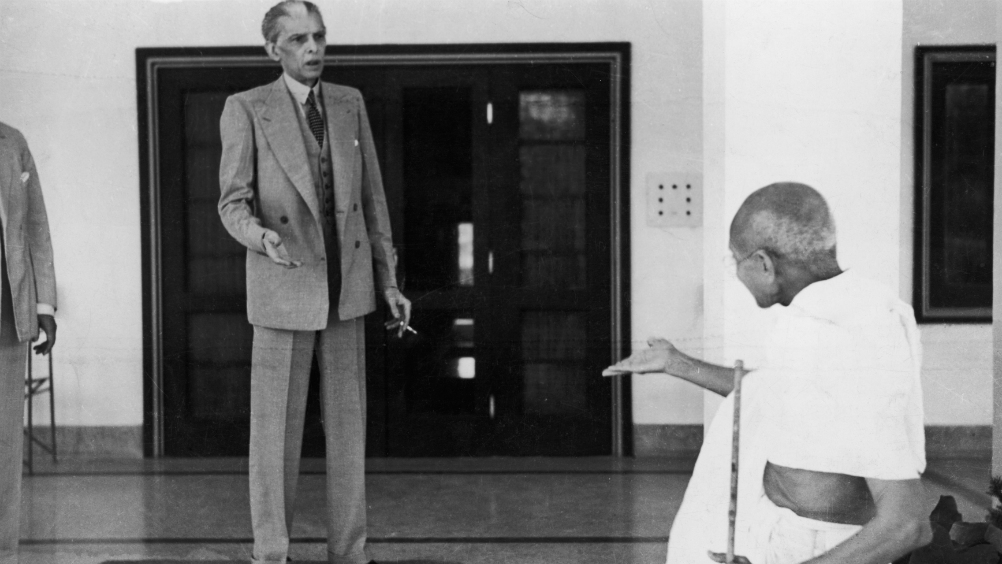
議論にふけるムハンマド・アリー・ジンナーとマハトマ・ガンディー。有名な写真で、最近クルワント・ロイの作品と判明した。

インド・パキスタン分離独立に続いた各地の暴動で、数十万人のムスリムとヒンドゥー教徒が死んだ。インドに暮らすムスリムとパキスタンに暮らすヒンドゥー教徒やシク教徒数百万人の移住は、現代において最大級の人口移動であった。両国は自国領を通って移住する少数民族に十分な安全を提供していないと非難し合った。これは新たに生れた両国間の緊張を高める要因となった。
イギリス領インドの分離独立にあたってのイギリスの計画では、680あった藩王国はそれぞれ2つの国のどちらに加わるかを自ら選べるようになっていた。少数の例外があるものの、ヒンドゥー教徒が多数を占める藩王国のほとんどはインドに加わり、他方ムスリムが多数を占める藩王国のほとんどはパキスタンに加盟した。しかしこの時の一部の藩王国の判断が、後にパキスタン・インド関係に強い緊張をもたらすことになる。

### ジュナーガド問題

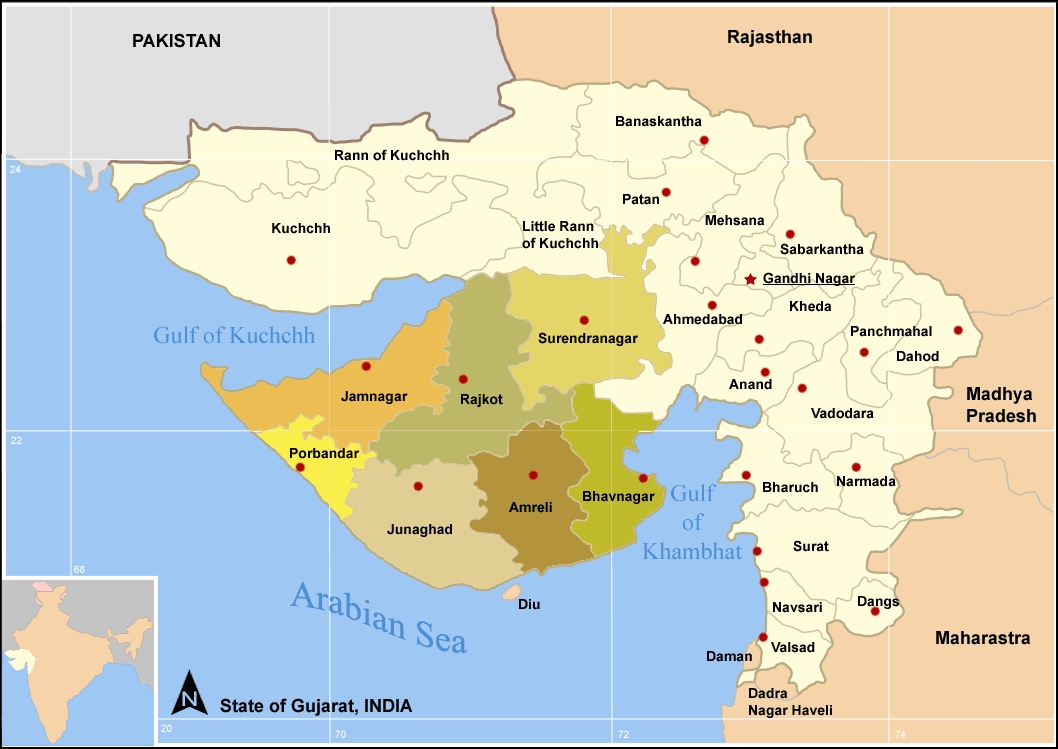
ジュナーガドは現代のグジャラート州サウラシュトラ地域の一部である。

ジュナーガドはグジャラート州の南西端の県で、マナヴァダール公国、マングロル公国、バブリアワード公国の3公国があった。ジュナーガドはパキスタンに隣接しておらず、間に他の県がいくつもはさまっていた。住民は圧倒的にヒンドゥー教徒が多く80％を占めていたが、統治者ナワブ・マハバート・カーンはムスリムであった。マハバート・カーンは1947年8月15日にパキスタンに加盟した。パキスタンは1947年9月15日に加入を最終的に承認した。
インドはこの加入を正当なものと認めなかった。インドの立場は、ジュナーガドはパキスタンに隣接しておらず、多数を占めるジュナーガドのヒンドゥー教徒はインドへの加入を欲しており、この県は3方をインド領に囲まれているというものであった。
パキスタンの立場は、ジュナーガドには統治者と政権があってそれがパキスタンへの加入を選択したのだから、それが認められるべきだというものであった。またジュナーガドには海岸線があるため、インド国内の飛地としてパキスタンとの海運を維持できた。
両国ともこの問題を平和的に解決できず、すでに熱気を帯びた状況を悪化させただけであった。ヴァッラブバーイー・パテール（インドの内務大臣）は、ジュナーガドのパキスタン加盟を認めてしまったら、グジャラート州全体に騒乱が起きるおそれがあると感じていた。インド政府はグジャラート州での暴動を予防するために、パキスタンに同意をいったん無効にし住民投票を行う猶予を与えた。サマルダス・ガンジーはジュナーガドの人民の亡命政府としてArzi Hukumat（ウルドゥー語でArziは「移行の」、Hukumatは「政府」）を樹立した。パテールはジュナーガドの3公国の併合を命じた。
インドはジュナーガドへの燃料と石炭の供給を絶ち、航空と郵便を遮断し、県境に部隊を派遣し、すでにインドに加盟していたマングロル公国とババリアワード公国を占領した。10月26日、インド軍との衝突が起こると、ジュナーガドのナワブと家族はパキスタンに逃げこんだ。11月7日、崩壊に直面するジュナーガドの宮廷は、インド政府に国の行政を引き継ぐことを依頼した。ジュナーガドのデワン（シャー・ナワーズ・ブットー卿、有名なズルフィカール・アリー・ブットーの父）は、インド政府に介入を依頼することに決心し、インド政府のサウラシュトラ地域代表ブッチ氏にその旨の書簡を送った。パキスタン政府は抗議した。インド政府はパキスタンの抗議を却下し、デワンの求めに応じて介入を決めた。インド軍は1947年11月9日にジュナーガドを占領した。1948年2月には住民投票が行われ、ほぼ全員一致でインドへの併合が支持された。しかしながら、パキスタンはインドによるこの併合を正式には認めておらず、パキスタン国内の地図ではジュナーガドもパキスタン領となっているものが存在する。

### カシミール紛争
カシミールはムスリムが大半を占める王侯国だが、統治するのはヒンドゥー教徒の王マハーラージャ・ハリ・シングであった。インド・パキスタン分離独立の時、国の統治者マハーラージャ・ハリ・シングは独立を保つことを望み、インド連邦にもパキスタンにも参加したがらなかった。インドとパキスタンの両国が王侯国を独立した中立国と認めてくれることを望んでいたのである。
パキスタンとの停戦合意があったにもかかわらず、パキスタン軍の一部がカシミールに派遣された。パキスタンの民兵組織の支援を受けて、パシュトゥーン人のマースード族が1947年10月に「グルマーグ作戦」の名の下にカシミールに侵攻し、同地を占領しようとした。部隊は10月25日にバーラームーラに到達し確保した。そしてわずか50km先のシュリーナガルに進めば無防備な飛行場を確保できたのにそうしようとせず、数日間バーラームーラに留まった。カシミールの保安部隊は、弱体で装備も貧弱なためパキスタン軍とは戦えないことが判明した。マハーラージャはこの侵攻がパキスタンへの併合につながることを恐れてインドに接触し、カシミールを守る部隊の派遣を要請した。インドのネール首相は部隊を送る準備をしたが、インドの副総督ルイス・マウントバッテン卿は、インドが部隊を送る前にインドに加盟するようマハーラージャに助言した。そこで彼は、猶予を許さない事態に鑑みて1947年10月26日にインド連邦に加盟する証書に署名した。
チャールズ・チェネヴィクス・トレンチは著書『The Frontier Scouts』（1985年）でこう書いている。

1947年10月…部族兵はトラックに乗って（明らかに公式の補給支援を受けながら）カシミールに入った…この作戦には少なくともイギリスの将校1名、ハーヴィー・ケリーが参加していた。この部族民部隊がきわめて重要な飛行場のあるシュリーナガルを奪取することを防ぐものは何もないようだった。たしかにそうだったのだ、彼ら自身の欲以外には。特にマースード族は略奪や強姦、殺人にふけって時間をむだにした。その間にインド軍が空輸され、部族兵はカシミールの盆地から山岳地帯へと押し出された。マースード族は殺伐とした雰囲気で帰国した――楽勝のチャンスを逃し、シュリーナガルでの略奪もできず、物笑いの種になったのだ。

パキスタンのムハンマド・アクバル・カーン将軍によると侵攻部隊は「なにか不明の理由でバーラームーラで（丸）二日を無駄にした」。
侵攻したパキスタン軍が州内に展開し、州都シュリーナガルからわずか50kmのバーラームーラを1947年10月25日から数日間略奪する一方で、マハーラージャは1947年10月26日にインド自治領への加入証書に署名した。シェイク・ムハンマド・アブドゥラは、すでにその前日10月25日にデリーに到着し、軍を送るようネルーを説得にかかっていた。彼は同州が直面する危険について率直に話し、すぐに加入を承認し、インド軍を迅速に同州に派兵するようネルーに求めた。（シェイク・アブドゥラは著書『Aatish-e-Chinaar』の中でこの話を裏付け（416ページと417ページ）、さらにV.P.メノンが署名した加入証書を携えて10月26日にデリーに戻ったと記録している（417ページ）） 翌1947年10月27日、インド総督は証書を受領承認した。マハーラージャの署名と総督の受領承認によって、ジャム・カシミール王侯国は、イギリス議会が可決した1947年インド独立法に従ってインド自治領の一部となった。
この時までに侵攻部隊は州都シュリーナガルに迫っていたが、インド軍がデリーから空輸され、1947年10月27日にカシミールのシュリーナガル空港に着陸し、空港を確保した後、続いて侵攻部隊をカシミール盆地から排除した。
インド軍はカシミール各地からの侵攻部隊をなんとか撃退したが、冬が始まると同州の多くの場所が通行不能になった。パキスタンとインドの激しい戦いが何週間か続くと、パキスタン指導部とネルー首相は停戦を表明し、住民投票の約束をして国際連合の調停を要請した。1957年、カシミール北西部は完全にパキスタンに統一され、アザド・カシミール（パキスタン統治下のカシミール）となった。その後1962年には、中国がラダックに接する北東部国境地帯のアクサイチンを占領した。また1984年、インドはメグドゥート作戦を開始し、シアチェン氷河の8割以上を確保した。
パキスタンは現在、住民投票によるカシミールの民族自決権を支持し、約束された住民投票でカシミール住民の運命を決めるべきだとしている。一方のインドは、マハーラージャが加入証書に署名した以上、カシミール全域がインドと一体になったと主張している。
こうしたさまざまな政治的相違のため、この地域の領有をめぐって1947年と1965年の戦争、さらに1999年にも紛争が起きている。カシミール州は今も、1947年の紛争で合意された停戦ラインである管理ライン（LoC: Line of Control）（1972年のシムラー協定で一部修正）によって2つの国に分断されたままである。

## 戦争、紛争、論争
インドとパキスタンは、独立時から多数の紛争を戦っている。両国間には3つの大きな戦争、即ち1947年と1965年の戦争、1971年のバングラデシュ独立戦争があった。加えて1999年の非公式なカルギル戦争と何件かの国境での小戦闘があった。

### 第二次印パ戦争
第二次印パ戦争は、1965年4月から1965年9月にかけて生じた複数の小戦闘と、パキスタンのジブラルタル作戦によって始まった。この作戦は、ジャンム・カシミールに部隊を浸透させて、インドの統治に対する暴動を起こさせようとしたものである。インドは報復として、西パキスタンへの本格的な軍事攻撃を開始した。17日間の戦闘で双方とも数千人の損害を受け、第二次世界大戦以来最大の装甲車両による戦闘、最大の戦車戦が起こった。ソビエト連邦とアメリカ合衆国による外交的介入によって国際連合主導の停戦が成立し、続くタシケント宣言の発出によって両国の戦闘行為は終わった。戦闘のほとんどは双方の歩兵および機甲部隊どうしで戦われ、空軍もかなりの支援を行ない、また海戦も行われた。

### 第三次印パ戦争

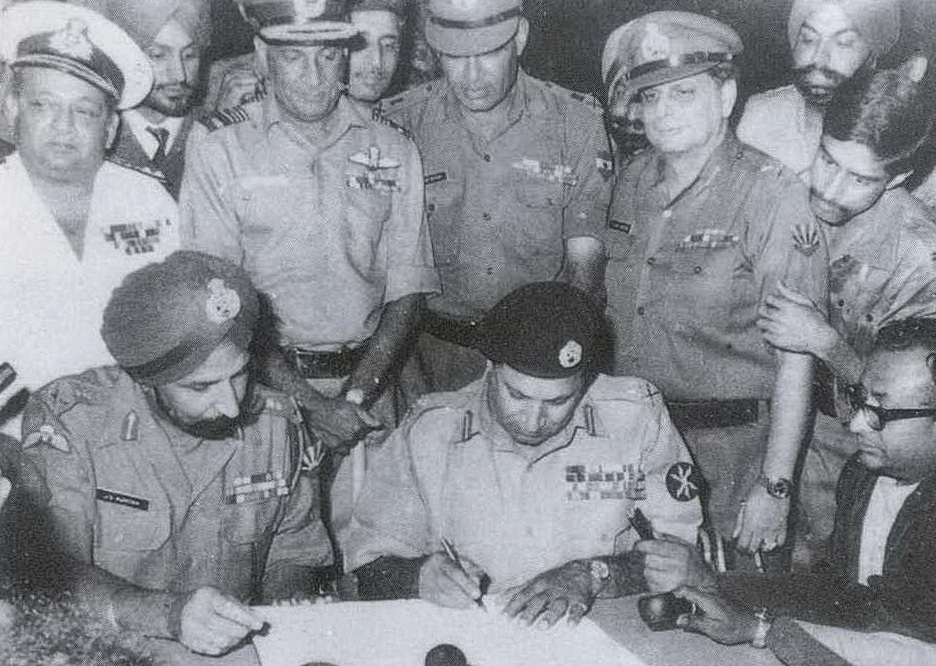
第三次印パ戦争でパキスタンが敗れてパキスタンの降伏文書に署名するパキスタンのニアジ中将

独立してからのパキスタンは、地政学的に二つの地域（西パキスタンと東パキスタン）に分かれていた。東パキスタンに住むのはほとんどがベンガル人であった。東パキスタンの政治危機に続いて、1971年12月のパキスタンの軍事作戦とベンガル人に対する虐殺が起こると、すぐに東パキスタンの状況は制御不能となり、インドが反乱を起こしたベンガル人に味方して介入を始めた。この短いが激しい戦争は、東パキスタンの独立をもたらした。この戦争でインド陸軍は三方向から東パキスタンに侵攻し、同時にインド海軍は空母ヴィクラントを使って東パキスタンの海上封鎖を行った。この戦争ではインド海軍による初めての敵港湾への攻勢作戦、トライデント作戦 (1971年)とパイソン作戦が行われ、カラチ港が二度攻撃された。この攻撃でパキスタンの海軍戦力は相当部分を失ったが、インド側の艦船喪失はなかった。しかしフリゲートINSククリ (F149)がパキスタン潜水艦の魚雷攻撃を受け、インド海軍は一隻を失うことになった。東パキスタン侵攻から13日後、9万人のパキスタン軍人がインド陸軍とムクティバヒニに降伏した。パキスタン軍が降伏すると、東パキスタンは独立国バングラデシュになった。

### カルギル戦争
1998年-1999年の冬、インド陸軍は例年と同じように、カシミールのカルギル地方の非常に高い山頂の駐屯地から撤退していた。パキスタン陸軍は管理ラインを越えてこれら駐屯地を占領した。インド陸軍は雪が溶けた1999年5月にこのことに気付いた。その結果インドとパキスタン両軍部隊の激しい戦闘が発生し、これがカルギル戦争と呼ばれている。インド陸軍はインド空軍の支援を受けて、パキスタンが占領していた駐屯地の多くを奪回した。パキスタンは国際的な圧力と多くの死傷者により残りの駐屯地からも後に撤退した。

### 他の領有権争い
シアチェン氷河やコリ湾など他の領有権争いでも関係は膠着している。

### 水域を巡る論争
インダス川水域条約はインドからパキスタンに流入する川を管理している。水は両国の武力紛争の原因ともなり得ると指摘されたことがあるが、現在までのところニムーバズゴ水力発電所のような問題は、外交を通じて解決されている。

### ベンガル難民危機（1949年）
1949年、インドは、共同体での暴力、脅迫、当局の抑圧のために東パキスタン（現在のバングラデシュ）から西ベンガル州などの州に流れ込んだ100万人に迫るヒンドゥー教徒の難民を記録した。難民の状況はヒンドゥー教徒やインドの民族主義者を憤慨させたし、難民を吸収しきれないインドの各州において資金上の負担となった。ネルー首相とサルダル・パテルは、戦争の可能性も否定しないまま、交渉のためにリアカット・アリー・カーンをデリーに招いた。多くのインド人がこのことを宥和政策と呼んだが、ネルーはカーンとともに、両国が少数民族の保護と少数民族委員会の創設を約束する条約に署名した。カーンとネルーは通商条約にも署名し、平和的な手法で双方の紛争を解決すると約束した。数十万人のヒンドゥー教徒がじょじょに東パキスタンに帰還したが、両国の関係におけるこの雪解けは、主としてカシミール紛争のために長くは続かなかった。

### アフガニスタン
アフガニスタンとパキスタンも、国境（デュアランド・ライン）を巡り歴史的に対立してきた。歴代のアフガニスタン政権はこのラインを国境として承認することを拒否してきた。このことは両国間に強い緊張をもたらし、さらには軍事衝突まで引き起こしたが、ここではパキスタンが勝利した。パキスタンは、アフガニスタンがバルーチスターンの分離主義反徒を匿い、遠く1950年代からパシュトゥン人とバルーチスターン人の分離主義的傾向に資金援助しようとしてきたと以前から非難している。1970年代、ズルフィカール・アリー・ブットーの下でパキスタンは報復としてアフガニスタンのイスラム主義派閥を支援し始めたと考えられている。これらの派閥は、ソビエト連邦や南アジアの同盟国インドと友好的であったアフガニスタン政権に対して反抗的であることが判明した。
後にソビエト連邦は、アフガニスタンのイスラム主義者がさらに力を得て最終的に国権を奪取するのを防ごうと介入したが、これは後に大失敗に終わった。アメリカ合衆国とその同盟諸国は、ソ連が直接にアフガニスタンに関与することを恐れて、ソ連の力を削ごうとアフガニスタン国内のムジャヒディンに対するパキスタンの支援に手を貸し始めた。1978年からのアフガニスタン紛争では、すべての勢力が大きな損害を受けて手詰まり状態になり、ソ連にとって大きな損失となった。国際合意に従ってソ連は撤退した。しかしさまざまなアフガニスタンの派閥は、誰が権力を握るかについて一致できず、互いに、またソ連やイラン、パキスタンなどの外部支援勢力とも戦った。
外部からの支援が続いたため、1989年からは内戦に発展した。そこではパキスタンがターリバーンを支援して、アフガニスタン国内の利権を確保し戦略的支援を提供しようとしたのに対し、インドはじめ他の周辺国は北部同盟を支援した。
ターリバーンがアフガニスタン紛争において多くの地域で北部同盟を破ると、ターリバーン政権はパキスタンほか2か国から支援を受け続けた――そこに9月11日の攻撃が起きた。インドは断固としてターリバーンに反対し、支援するパキスタンを批判した。インドは正式に国際連合と共に北部同盟の政権を承認し、北部同盟との関係を確固たるものにした。インドがパキスタンの隣国アフガニスタンとの関係を深め、同国内で存在感を増したことは、パキスタンを悩ませた。
カーブルでの2008年インド大使館爆破は、アフガニスタンのカーブルにあるインド大使館へのテロとしての自殺爆弾攻撃で、現地時間2008年7月7日午前8時30分に起こった。アメリカの諜報関係者は、この攻撃はパキスタンの軍統合情報局が計画したものだと述べた。パキスタンはいかなる責任も否定しようとしたが、ジョージ・W・ブッシュ大統領はパキスタンのユースフ・ラザー・ギーラーニー首相に証拠を突きつけ、もう一度同じような攻撃があれば「重大な行動」を取らねばならないと警告した。
パキスタンは、ジャンムとカシミールの暴動とアフガニスタンでのテロに関わっているとしてインドやアフガニスタン、アメリカ合衆国、イギリスから非難されている。2009年7月、アースィフ・アリー・ザルダーリー元パキスタン大統領は、パキスタン政府が短期的な外交目標を達成するために複数のテロ集団を「創設し養成していた」ことを認めた。2008年にブルッキングズ研究所中東政策センターが発表した分析によると、パキスタンはテロ集団を援助するなどテロ支援について世界で「最も活動的な」国であり、カシミールでインドと戦うさまざまなテロ集団を昔から援助してきたほか、アメリカを後ろ盾としたアフガニスタン政府と戦っているタリバンの主要な援助国でもある。

### カシミールでの暴力事件（1989年-現在）
アメリカの外交問題評議会が公表した複数の報告書によると、パキスタン軍と軍統合情報局（ISI）は、アルカーイダの一員であるジャイシュ＝エ＝ムハンマドをはじめカシミールで活動するテロ集団への密かな支援を行った。パキスタンは、カシミールでのテロ活動との関わりをいっさい否定し、インドの支配から逃れようとするl分離派集団への政治的・精神的な支援をしているに過ぎないと主張している。カシミールの武装組織の多くは、カシミールのパキスタン支配地域に本拠を置いており、インド政府はこれを支援のさらなる証拠だとしている。
ジャーナリストのスティーブン・スレイマン・シュウォーツは、複数の武装組織や犯罪組織が「パキスタン軍の高官、諜報機関ISI、その他同国の軍事組織から支援を受けている」と記している。

#### 暴力事件の例
- ジャンム・カシミール州議会に対する暴動：2001年10月1日、ジャンム・カシミール州議会近くで自動車爆弾が爆発し、27人が死んだ。カシミール分離派によるものとされている。2001年12月のインド国会に対する攻撃に次いで有名なインドに対する攻撃の一つであった。テロリストの遺体とそこから回収されたデータは、この攻撃の責任がパキスタンにのみあることを示していた[要出典]。
- カシムナガル攻撃：2003年7月13日、ラシュカレトイバの一部と考えられる武装団がシュリーナガルのカシムナガル市場に手榴弾を投げ、近くの市民に発砲した。27人が死亡し、さらに多数が負傷した。
- アブドゥル・ガニ・ロネ暗殺：有名な全党フリヤット会議の指導者がシュリーナガルの追悼デモのさなかに身元不明の男に暗殺された。この暗殺はロネ氏に対する十分な警護を行っていなかったとして駐留インド軍に対する広範な示威行動に発展した。
- 2005年7月20日のシュリーナガル爆破事件：自動車爆弾が有名な教会通り付近のインド陸軍装甲車の近くで爆発し、インド陸軍軍人4人と市民1名、自爆者1名が死亡した。テロ組織ヒズブル・ムジャーヒディーンがこの攻撃に対して犯行声明を行った。
- ブドシャーチョーク襲撃事件：シュリーナガルの中心部ブドシャーチョーク付近で2005年7月29日のテロ攻撃で2人が死亡し17人以上が負傷した。負傷者のほとんどは、メディアの記者であった。
- グラム・ナビ・ロネ殺害事件：2005年10月18日、容疑者が当時のジャンム・カシミール州教育相グラム・ナビ・ロネを殺害した。どこのテロ集団もこの襲撃事件に対する犯行声明を出さなかった。
- 2016年ウリ襲撃事件（英語版）：2016年9月18日、インドのジャンム・カシミール州のウリ（英語版）近くで、重装備のテロリスト4人によるテロ攻撃が発生、18人が死亡し20人以上が負傷した。「カシミールにおいてこの20年間で最悪の死者数を出した治安部隊への襲撃事件」と報じられた[66]。
- 2019年プルワマ襲撃事件：2019年2月14日、ジャンム・シュリーナガル国道で治安部隊を運ぶ車列が、インド・ジャンム・カシミール州プルワマ区アワンティポラ近くのレトポラで車に乗った自爆者に襲撃された。この襲撃事件で中央予備警察部隊（CRPF）員38人と襲撃者1人が死亡した。襲撃の犯行声明は、パキスタンに拠点を置くイスラム主義武装組織ジャイシュエモハメッドが行った[67]。2月26日、インド空軍が報復として48年ぶりに管理ラインを超えてパキスタン国内への空爆（バーラーコート空爆）を行った。

### その他の暴力事件
パキスタンのテロリストが行ったとされる事件のうち、断然衝撃が大きかったのはインド国会への襲撃であった。インドはパキスタンが多数の襲撃を行なったと非難し、パキスタンはこれを強く否定して、2001年から02年にかけて両国は核戦争の瀬戸際にまで進んだ。しかし国際的な平和への努力によって、核能力ある両国の緊張は緩和に向かった。
このほかでもっとも有名なのは、インディアン航空814便がネパールのカトマンズからニューデリーに向かう途中でハイジャックされた事件である。同機は1999年12月24日、離陸から約1時間後にハイジャックされ、アムリトサル空港に、それからパキスタンのラホールに行かされた。燃料の補給後に航空機はドバイに向けて離陸し、最終的にアフガニスタンのカンダハールに着陸した。激しいメディアの圧力を受けながら、インド政府はハイジャック犯の要求を飲み、機中のインド人乗客の解放と引き換えにマスード・アズハルを釈放した。しかしこの決定はインド政府に多くの犠牲を払わせることになる。マスード・アズハルはカラチに潜伏していると考えられ、後にカシミールのインド治安部隊に何度もテロ活動を行った組織ジャイシュ＝エ＝ムハンマドの指導者になった。
2000年12月22日、ラシュカレトイバに属するテロ集団がニューデリーの有名な赤い城（レッド・フォート）を強襲した。この城にはインド陸軍部隊が配備され、中央捜査局とインド陸軍が共用する警備厳重な尋問室がある。テロリストは赤い城周辺の警備をうまく破って、勤務中のインド軍人に銃撃を開始し、その場で2人を殺害した。これはインドとパキスタンが停戦を宣言してわずか2日後の事件であった点が特に注目された。
2002年、インドは再び、ジャンム・カシミールからのテロリストがインドに潜入してきていると主張し、パルヴェーズ・ムシャラフパキスタン大統領はこの種の潜入はすでに止んでいると否定した。インド外務省の報道官はこれを「ことばの使い方がおかしい」と切り捨てた。わずか2か月後、ジャイシュ＝エ＝ムハンマドに属するカシミールのテロリスト2人がグジャラート州アフマダーバードのスワミ・ナラヤン寺総合ビルを襲撃し、女性18人と子供5人を含む30人を殺害した。この襲撃はジャンム・カシミールで州選挙が行われてからわずか数日後の2002年9月25日に発生した。2人のテロリストからは同じ文面の手紙が見つかり、この襲撃が2002年グジャラート州暴動で数千のムスリムが死亡したことに対する報復として行うものだと主張する内容であった。
2003年8月25日には2個の自動車爆弾が南ムンバイで爆発した。1個はインド門近くで、もう1個は有名なザヴェリバザールで爆発し、少なくとも48人が死亡し150人が負傷した。どこのテロ集団も犯行声明を出さなかったが、ムンバイ警察とRAWは2つの爆発についてラシュカレトイバの関与を疑った。
2005年7月5日には、失敗に終わったが、ラシュカレトイバに属する6人のテロリストがアヨーディヤーバーブリー・マスジドを襲撃した。テロリストたちは主な係争中の場所に達する前にインド治安部隊に射殺された。ヒンドゥー教礼拝者1名と警官2名がこの事件で負傷した。

#### 2001年インド議会襲撃事件
2001年インド議会襲撃事件は2001年12月13日に起きたニューデリーのインド国会議事堂への襲撃事件で、襲撃犯5人を含む14人が死亡した。実行犯はラシュカレトイバとジャイシュ＝エ＝ムハンマドのテロリストであった。この襲撃でテロリスト5人、デリー警察職員6人、議会警備員2人、庭師1人の計14人が死亡し、これによってインドとパキスタンの緊張は高まり、2001年-2002年の印パ対立を引き起こした。

#### 2001年-2002年の印パ対立
2001年-2002年の印パ対立はインドとパキスタンの軍事的なにらみあいで、双方が国境およびカシミール地区の管理ライン（LoC）の両側に軍を集結させた。この事件は1999年のカルギル戦争以来初めての大規模な軍事的対立であった。先に軍の集結を始めたのはインドで、2001年インド議会襲撃事件と2001年ジャンム・カシミール立法府自動車爆弾事件への対応としてであった。インドは、これらの事件はパキスタンに本拠を置く2つのテロ集団（ラシュカレトイバとジャイシュ＝エ＝ムハンマド）により行われ、彼らは共にパキスタンのISIの支援を受けていると主張したが、パキスタンは否定した。国際的な外交上の調停により緊張は収まり、2002年10月にインド とパキスタン の部隊はともに国境地域から撤退した。

#### 2007年サムジャウタ急行爆破事件
2007年サムジャウタ急行爆破事件はサムジャウタ急行を狙った2月18日のテロ攻撃であった。サムジャウタ急行はインドのニューデリーとパキスタンのラホールを結ぶ国際列車で、印パ国境を越える2本の列車のひとつである。少なくとも68人が死亡し、ほとんどはパキスタン国民であったが、一部はインドの治安部隊員や民間人であった。

#### ムンバイ同時多発テロ
パキスタンのテロリスト10人によるムンバイ同時多発テロでは173人を超える人が死亡し308人が負傷した。犯人側の唯一の生き残りで事件中に逮捕されたアジマル・カサブはパキスタン国籍であることが判明した。この事実はパキスタン当局が認めた。2010年5月、インドの裁判所は、4件の殺人、インドに対する戦争遂行、共謀、テロの罪で有罪とし、死刑判決を言い渡した。
インドは襲撃事件を計画し実行したとしてパキスタンに拠点を置く武装組織ラシュカレトイバを非難した。インドの当局者は、審理のため容疑者を引き渡すようパキスタンに要求した。当局者はまた、襲撃の高度な手法から見て実行犯は「パキスタンの公的機関の支援を受けているに違いない」とも言った。2009年7月、パキスタン当局は、ラシュカレトイバがカラチとタッターの拠点から襲撃事件を計画し資金提供したことを認めた。2009年11月、パキスタン当局は襲撃事件を計画し実行したとして先に逮捕していた7人を起訴した。
2015年4月9日、襲撃の最大の指導者ザキウル・レーマン・ラフヴィは、パキスタンで20万パキスタン・ルピーの保釈金を積んで保釈を承認された。
インドの情報局RAWは、パキスタンを中傷しパキスタンのバロチスタンの暴動のために暴徒を訓練・支援する秘密工作を行っていると言われている。

## 大量破壊兵器
インドには核兵器開発の長い歴史がある。インドの核（原子力）開発計画は、独立後間もなく計画を始めた1944年にまでさかのぼる。1940年代から1960年代に、インドの核開発は、軍事転用できるまでにゆっくりと進歩し、国中に核電力インフラを広げた。核兵器開発の決定は、中国の侵攻と北インドの併合後にインド首脳陣により行われた。1967年、インドの核計画は核兵器開発を目指すこととなり、インディラ・ガンディーが注意深く監督にあたった。1971年、インドは軍事作戦に勝利するとパキスタンに対する軍事的・政治的主導権を得た。1972年に核実験の準備を開始すると、インドは1974年ついにポカラン実験地域で（コードネーム：微笑む仏陀）最初の核爆弾を爆発させた。1980年代から1990年代、インドは宇宙ロケットと核ミサイルの開発を開始し、これに応えてパキスタンもインドとの宇宙開発競争に参入した。パキスタン自身の計画は宇宙ロケットと核ミサイルを開発し、1990年代中頃に無人の宇宙船の飛行試験を始め、この努力は今日まで続いている。
1971年の第三次印パ戦争で敗れたパキスタンは1972年に自身の核爆弾開発計画を開始し、1974年にインドがポカラン実験地域で初めての核爆弾実験に成功すると、その努力に拍車をかけた。この大規模な核爆弾開発計画は、核開発計画に対する直接の対応として出てきたものである。1983年、パキスタンは密かに一連の分裂なしの実験（コードネーム：キラナⅠ）を成功させるという画期的な成果を収めた。パキスタン政府はこれらの冷たい実験について公式の発表は行わなかった。次の数年の間、パキスタンは全国的に核電力計画の拡大・近代化を行ない、電力を供給するとともに国家経済への下支えとした。1988年、いずれの国も核施設を攻撃しないと約束する相互取り決めが両国間でなされた。同じく1988年には文化交流と民間航空機に関する合意も開始された。1998年、インドは2回目の核実験を行ない（「インドの核実験 (1998年)」の記事参照）、これに応える形でパキスタンも初の核実験を成功させた（チャガイⅠとチャガイⅡ参照）。

## 対話などの信頼構築手段
1971年の戦争後、パキスタンとインドは、関係正常化に向けて緩やかに前進した。1972年7月、インドのインディラ・ガンディー首相とパキスタンのズルフィカール・アリー・ブットー大統領は、シムラーのインド軍駐留地で会談した。2人はシムラー協定に署名し、それによってインドは（9万人を超える）パキスタン兵と西側の獲得した領土を返還し、「双方の交渉を通じて平和的な手法で紛争を解決する」ことになった。外交関係と通商関係も1976年に再開した。

### 1990年代
1997年、高官級の対話が3年の中断を経て再開した。パキスタンとインドの両首相も二度会い、外務大臣どうしは3次にわたる会談を行った。1997年6月、両外務大臣は今後の会談のテーマとなるべき8つの「重要問題」を明らかにした。独立時からの問題である（インドがジャンム・カシミールと呼ぶ）カシミールの状態に関する紛争は、今も両国の対話における最大の障害物である。インドはかつての王侯国全体がインド連邦と一体になったとの立場を崩さず、他方パキスタンは州や県の住民による自決を求める国連決議を重視すべきだとしている。しかしパキスタンは同じ決議の前半が定めたすべての占領地域からの退去には従っていない。
1997年9月には、カシミールの問題と、平和や安全保障の問題をどう扱うかの枠組み作りを巡って対話は決裂した。パキスタンは2つの問題を個別の審議会で扱うべきだと主張した。インドは2つの問題は他の6つの問題と共に同時並行で取り扱うべきだと応じた。
1999年2月には、ラホールにおいて両国首相の会談と3つの合意文書への署名があり、対話再開への努力が一気に大きな力を得た。
しかし同年10月には、民主的に選ばれたナワーズ・シャリーフ政権がパキスタンの軍事クーデターによって転覆し、両国関係はまた後退した。

### 2000年代
2001年、アーグラで首脳会談が開かれ、パキスタンのパルヴェーズ・ムシャラフ大統領が同地を訪れてインドのアタル・ビハーリー・ヴァージペーイー首相と会った。会談は失敗に終わった。
2004年6月20日、インドで新政権が機能すると、両国は核実験禁止協定を延長し、核戦争に発展しかねない誤解を防ぐために両国の外務大臣間にホットラインを設置することに合意した。
バグリハールダム問題は2005年にパキスタンから提起された新しい問題である。
マンモハン・シン博士が2004年5月にインドの首相になると、パキスタンのパンジャブ州政府は敬意を表して誕生地ガーを模範的な村として開発し、ある学校に彼の名をつけると発表した。またインド国内には「パキスタン」という名前の村があり、長年のうち折に触れて名前を変えるよう圧力を受けながらも村の住民はこれに抗している。この地域の暴力的な活動は2004年に沈静化していった。大きな理由が二つある。両国政府間の緊張緩和によって2003年に停戦が成立したこと、そしてインド陸軍が管理ラインにフェンスを設置したことである。さらに、国際社会から厳しい圧力を受けて、パキスタン政府は国内にある武装組織の訓練キャンプに対する対策を取らざるを得なくなった。2004年、両国はこの地域所在の部隊を減らすことでも合意した。
圧力を受けてカシミールの武装組織もインド政府に対話と交渉を申し入れ、インドはこれを歓迎した。
インド国境警備隊は、テロリストがパキスタンからインドに潜入する際にはパキスタン軍が必ず掩護射撃をしていると非難した。同様にパキスタンも、バルーチスターン解放軍などパキスタン国内で展開するテロ組織を支援しているとインドを非難した。
2005年には、パキスタンの情報相シェイク・ラシッドがパキスタンのカイバル・パクトゥンクワ州で1990年にテロリスト訓練キャンプを運営していたとの訴えが出た。パキスタン政府は、これは両国の現在の平和に向けた動きを妨害しようとするものだとして、大臣に対する告発を却下した。
インドもパキスタンもともに、両国間の緊張を緩和するいくつかの相互信頼構築措置（CBMs）を開始している。この中には高官どうしの対話の増加、査証発給制限の緩和、両国間のクリケット国際試合の再開といったものがあった。シュリーナガル・ムザファラバード間のバス路線開設も、両国を近付ける助けになった。パキスタンとインドはまた経済面で互いに協力することも決定した。
関係改善のしるしは印パ国境近くの一連の輸送網再開に見られ、中でも特に重要なのはバス路線と鉄道路線である。
2005年7月には、武装勢力の一グループがパキスタンからカシミールに潜入を図り、インド治安部隊と武装勢力との大きな衝突が起こった。同月にはカシミールの武装勢力がアヨーディヤーとシュリーナガルを攻撃した。しかしこの新事態は平和に向けた動きに殆ど影響を与えなかった。
2008年3月3日、スパイ容疑で1975年からパキスタンに収監されていたインド人1名が国境を歩いて越え、自由の身となった。この無条件釈放は両国の関係を改善するために行われたとパキスタンは言っている。
2006年、「国境なき友人」計画が二人のイギリス人旅行者の助けを得て始まった。アイデアはインドの子供とパキスタンの子供がペンフレンドになって友好的な手紙を出し合うというものであった。この発想は両国で非常に成功し、主催した団体が「とても対応しきれない」と述べるほどになった。また最近、世界最大のラブレターがインドからパキスタンに送られた。

### 2010年代
2010年12月、パキスタンの新聞数紙が、インド政府上層部とパキスタン国内武装勢力との関係についての記事を掲載し、それはアメリカ外交公電ウィキリークス流出事件で判明したと主張した。イギリスの新聞『ガーディアン』にはウィキリークスが流出させた公電があったので、調査した結果、パキスタンでの主張は「正確でなく」「ウィキリークスはプロパガンダ目的で悪用されていた」と結論した。
2011年2月10日、インドは11月26日のムンバイ襲撃事件の後で一時中断したパキスタンとの対話を再開することに合意した。インドはあらゆる外交関係を中断し、パキスタンがムンバイ襲撃事件の被告人に対して行動しない限り継続はあり得ないとしていた。
2012年4月13日には、インドがパキスタン国内で最恵国待遇を獲得したという関係改善を受けて、インドはパキスタンからインドに対する直接投資に関する制限を撤廃することを発表した。
2012年7月11日、パキスタンの外務大臣はプノンペンで、パキスタンは過去に締結した合意に基づいてサー・クリーク、シアチャンなど一部の紛争を解決する意思があると述べた。2012年9月7日、インドの外務大臣は、パキスタン外務大臣とともに両国間の対話の進捗を検討するために3日間パキスタンを訪問すると発表した。

## 自然災害への対応

### 2001年インド西部地震
インド西部地震への対応としてパキスタンのパルヴェーズ・ムシャラフ大統領は、イスラマバードからアフマダーバードへの救援物資を積み込んだ飛行機1機を送った。同機は200張のテントと2000枚以上の毛布を運んだ。更に大統領はインド首相に電話で、地震での損害についての「同情」を表明した。

### 2005年パキスタン地震
インドは10月8日の2005年パキスタン地震への対応としてパキスタンにふんだんな援助を送った。インドとパキスタンの高等弁務官は、援助作業での協力について協議した。インドは食料や毛布、医薬品など25トンの援助物資をパキスタンに送った。インフォシスなどのインドの大企業は22万6000ドルの義援金を提供した。10月12日にはIl-76輸送機1機がトラック7台分（約82トン）の軍の医薬品、1万5000枚の毛布、50張のテントを空輸し、ニューデリーに戻った。ある空軍幹部は、もう一度同様の空輸ができるよう準備しておくようインド政府から要請を受けたとも述べた。10月14日、インドはワーガを通る鉄道でパキスタンに2度目の援助物資を発送した。内容は5000枚の毛布、370張のテント、5トンの樹脂製シート、12トンの医薬品などである。さらに3度目の医薬品や援助物資もすぐ後で鉄道で送られた。インド政府はパキスタンへの援助として2,500万ドルの供与も約束した。インドはパキスタン地震の救援作業のために印パ間の管理ラインにあるプンチ地区チャカンダバグの3か所の検問所のひとつを開放した (Rediff)。このような温かい態度は、インドとパキスタン両国の信頼、親善、協同の新しい時代の兆しとなった。

## 逃亡犯
インドは、ダウード・イブラヒムなど、最重要の指名手配されたインド人逃亡犯がパキスタンにいると非難してきた。2011年5月11日、インドはパキスタンに隠れている「指名手配された最重要逃亡犯」50人のリストを公表した。これはアボタバードの屋敷でウサーマ・ビン・ラーディンが殺害された後のことで、パキスタンに戦術的な圧力をかけるためであった。
このリストの誤り2件が報道されると、インド中央調査局は再調査を行なうとしてリストをウェブサイトから削除した。その後、パキスタン内務省はインドからパキスタン政府に送られたインドの最重要指名手配犯50人のリストを拒絶し、リストに挙がった人々が国内で生きているかどうかをまず確かめるべきだとした。

## 社会的な関係

### 文化的なつながり
インドとパキスタン、特に北インドと東パキスタンにはインド・アーリア系共通の歴史遺産としてある程度まで同種の文化や料理、言語があり、それは両国と亜大陸北部の大部分に広がって、両国の歴史的なつながりも支えてきた。パキスタンの歌手や音楽家、漫才師、芸人はインドでも広範な人気を博し、インドの映画産業ボリウッドで一夜にして名声を得る者も多い。同様にインドの音楽や映画はパキスタンでも非常に人気がある。南アジアの最北端に位置するパキスタンの文化は、北インド、特に北西部の文化に通ずるところがある。
パンジャーブ地方は1947年に両国が分裂独立した際にパキスタンのパンジャーブ州とインドのパンジャーブに分かれた。パンジャーブ人は今日パキスタンで最大の民族であり北インドで重要な民族でもある。シク教の教祖は、今日のパキスタンのパンジャーブ州（ナンカーナサーヒブ市）で生まれた。毎年数百万のインド人シク教巡礼者がナンカーナサーヒブのシク教の聖地を訪れるために国境を越えている。シンド人はパキスタンのシンド州の先住民族である。ヒンドゥー教シンド人の多くは1947年にインドに移住し、同国にかなりの規模のシンド人社会をもたらした。加えて独立時にインドから新たに建国したパキスタンに移住した数百万のムスリムはムハージルと呼ばれるようになり、主にカラチに住んで今もインドと家族的なつながりを維持している。
パキスタンとインドの関係は、メディアや通信といった手段によっても続いている。「平和への希望」はザ・タイムズ・オブ・インディアとジャングメディアグループの間の共同事業、運動として相互の平和と外交的・文化的関係の発展を求めている。

### 地理上のつながり

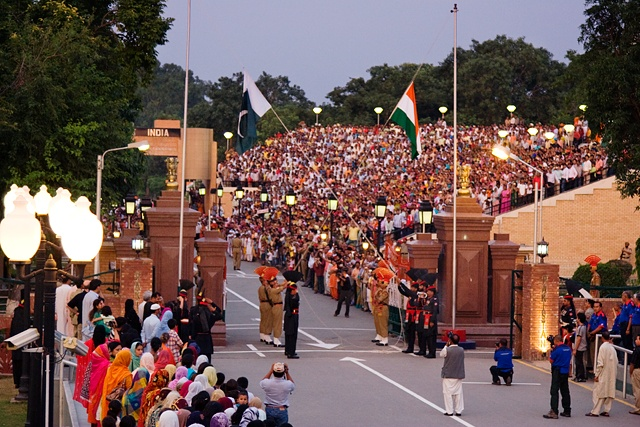
ワーガ近郊のインド・パキスタン国境で夕方に行われる国旗降納式

インド・パキスタン国境はパキスタンのパンジャーブ州およびシンド州と、インドのパンジャーブ州、ラージャスターン州、グジャラート州との境界を定める正式な国境である。ワーガの国境はインド・パキスタン国境と道路が交差する唯一の地点であり、パキスタンのラホールをインドのアムリトサルとつなぐ有名な大幹道上にある。毎日夕方になると、両国の国旗を降ろし、双方の衛兵がことさらに軍事的なポーズを示して握手を交わすワーガ・アタリの国境式典が行われている。

### 言語上の結びつき
ヒンドゥスターニー語は北インドとパキスタンのリングワ・フランカ（共通語）で、さらにそれぞれの国の標準語であるヒンディー語やウルドゥー語も同様である。標準語のウルドゥー語は、標準語のヒンディー語と相互理解が可能である。ヒンドゥスターニー語も広くスリランカ人やネパール人、バングラデシュ人などの南アジア人の間のリングワ・フランカとして聞く・話すが行なわれ、またインド亜大陸のほとんどの地域が楽しむボリウッド映画の言語でもある。
ヒンドゥスターニー語に加えて、インドとパキスタンでは、主に人の交流を通じてパンジャーブ語（インドのパンジャーブ州ではグルムキー文字が、パキスタンのパンジャーブ州ではシャームキー文字が使われる）、カシミール語、シンド語が共通して分布している。これらの言語はインド亜大陸の国々で話される共通のインド語群に属している。

### 結婚を通しての結びつき
時にはインド人とパキスタン人が国際結婚をすることもある。また両国の文化には広範な類似点があるため、離散したインド人とパキスタン人の間では結婚が多く、特にアメリカ合衆国でそうである。。
2010年4月、パキスタン注目のクリケット選手ショアイブ・マリクは、インドのテニススター、サニア・ミルザと結婚した 。この結婚は多くのメディアの注目を集め、インドとパキスタン両国を呆然とさせたと言われた。

### スポーツでの結びつき
両国間のクリケットやフィールドホッケーの試合は（SAARC競技大会などでは他の競技の試合もある程度）、しばしば政治的な色合いを帯びてきた。ソビエト連邦のアフガニスタン侵攻のころ、ムハンマド・ジア＝ウル＝ハク将軍はインドが第二戦線を作ってソ連を支援することを思い留まらせようと「クリケット外交」のためにインドに向かった。パルヴェーズ・ムシャラフも10年以上経って同じことをしようとしたが、効果はなかった。
テニスではインドのローハン・ボパーナとパキスタンのアイサム＝ウル＝ハク・クレシが男子ダブルスのペアを組んで好成績を上げ、「印パ急行 (Indo-Pak Express)」とあだ名された。

### 離散者間の関係
世界中さまざまな国にインド系移民と在外インド人、および在外パキスタン人が相当な規模でいるため、両者は離散者どうしとしてしっかりとした関係を築いている。イギリスに住む少数民族のうち人口で第1位と第2位にあたる在英インド人と在英パキスタン人とは、互いに友好的な関係であると言われている。他の国でも南アジア系の居住地域に「リトルインディア」と「リトルパキスタン」とが共存していることは多い。在英インド人と在英パキスタン人とが同じ地域に平和的に協調して住んでいる都市としてバーミンガム、ブラックバーン、マンチェスターなどがある。イギリスに住むインド人とパキスタン人は共に在英アジア人に分類されている。イギリスはパキスタンとインドの友好交流の中心地でもある。アメリカ合衆国ではインド人とパキスタン人は、南アジア系アメリカ人に分類され、多くの文化的特徴を共有している。アメリカ合衆国ではインド人とパキスタン人の通婚は珍しくない。
イギリスの欧州議会議員サッジド・カリムはパキスタンの出身で、欧州議会インド友好議員連盟の会員である。カリムはヨーロッパをインドとの自由貿易に開放するのにも与った。彼は2008年のホテルタージでのムンバイ襲撃事件を辛うじて逃れた。残虐行為があったにもかかわらず、カリムは生き残った犯人アジマル・カサブに死刑判決を言い渡すことを望んでいない。「公平かつ透明な審理が行われたと考え有罪判決を支持する。しかし死刑制度には賛成しない。終身刑を下すべきだと思うが、それは文字通りの（つまり保釈なしの）終身刑だ」と言った。

### 通商関係
直接のルートでの通商は現在、公式には禁止されており、そのため印パ間の通商の大半はドバイ経由で行なわれている。

### 外交関係
- インドの外交関係（英語版）
- パキスタンの外交関係（英語版）

### 歴史
- インドの歴史
- インドの歴史 (1947年-現在)（英語版）
- パキスタンの歴史
- カシミール紛争

### 人権
- インドの人権（英語版）
- パキスタンの人権（英語版）
- ヒンドゥー教徒迫害（英語版）
- ムスリム迫害（英語版）

### 文化問題
- ヒンドゥー・ウルドゥー論争（英語版）
- 反パキスタン感情（英語版）
- 反インド感情（英語版）

### テロと国家紛争
- 印パ戦争
- 印パ国境紛争
  - 印パ国境紛争 (2014年-2015年)（英語版）
  - 印パ国境紛争 (2013年)（英語版）
- ジャンム・カシミール暴動（英語版）
- ジャンム・カシミールにおける平和構築（英語版）
- バロチタン暴動（英語版）
- 愛国的ハッカー行為（英語版）

### スポーツ
- 印パクリケット対立（英語版）
- 印パフィールドホッケー対立（英語版）

## 追加の文献
- Budania, Rajpal, "India's Pakistan Policy: A Study in the Context of Security," South Asian Studies, Vol.30:2,1995.
- Burke, S.M.,Mainsprings of Indian and Pakistani Foreign Policies, Minneapolis, University of Minnesota, 1974.
- Brines Russel, The Indo-Pakistan Conflict, London, Pall Mall Press, 1968.
- Thomas Powers, "The War without End" (review of Steve Coll, Directorate S:  The CIA and America's Secret Wars in Afghanistan and Pakistan, Penguin, 2018, 757 pp.), The New York Review of Books, vol. LXV, no. 7 (19 April 2018), pp. 42–43.  "Forty-plus years after our failure in Vietnam, the United States is again fighting an endless war in a faraway place against a culture and a people we don't understand for political reasons that make sense in Washington, but nowhere else."  (p. 43.)  Pakistan's support of Afghanistan's Taliban guerrillas, including provision of sanctuary, relates to Pakistan's hope of acquiring India's Kashmir.  (p. 42.)